# Zgon na pogrzebie (film 2007)
Zgon na pogrzebie – komedia brytyjsko-amerykańsko-niemiecko-holenderska z 2007 roku.

## Fabuła
Członkowie pewnej dysfunkcjonalnej angielskiej rodziny spotykają się na pogrzebie seniora rodu. W uroczystości bierze też udział mężczyzna, który domaga się sporej sumy za utrzymanie w tajemnicy wielkiego sekretu zmarłego. Jego dwaj synowie postanawiają zrobić wszystko, aby tajemnica nie wyszła na jaw. Okazuje się jednak, że sprawy się komplikują, a spokojna uroczystość zmienia się w totalną katastrofę.

## Główne role
- Matthew Macfadyen jako Daniel
- Keeley Hawes jako Jane
- Andy Nyman(inne języki) jako Howard
- Ewen Bremner jako Justin
- Daisy Donovan jako Martha
- Alan Tudyk jako Simon
- Jane Asher jako Sandra
- Kris Marshall jako Troy
- Rupert Graves jako Robert
- Peter Vaughan jako Wujek Alfie